# Медаль «За військову службу Україні»
Медаль «За військову службу Україні»  — державна нагорода України для нагородження військовослужбовців Збройних Сил України та інших військових формувань, утворених відповідно до законів України, а також Державної спеціальної служби транспорту, Державної служби спеціального зв'язку та захисту інформації України, інших осіб за мужність і відвагу, самовіддані дії, виявлені у захисті державних інтересів України.

## Історія нагороди
- 5 жовтня 1996 року Указом Президента України Л. Д. Кучми № 931/96 заснована відзнака Президента України — медаль «За військову службу Україні». Указом також затверджені Положення про відзнаку та опис медалі. Того ж дня була заснована відзнака Президента України — медаль «За бездоганну службу».

- 16 березня 2000 року Верховна Рада України прийняла Закон України «Про державні нагороди України», у якому була встановлена державна нагорода України — медаль «За військову службу Україні». Було установлено, що дія цього Закону поширюється на правовідносини, пов'язані з нагородженням осіб, нагороджених відзнаками Президента України до набрання чинності цим Законом; рекомендовано Президентові України узгодити свої укази з цим Законом.

## Положення про медаль «За військову службу Україні»
Нагородження медаллю «За військову службу Україні» проводиться:
- за особисту мужність і відвагу, самовіддані дії, виявлені у захисті державних інтересів України;
- за досягнення високої бойової готовності військ і забезпечення обороноздатності України;
- за зразкове виконання військового обов'язку;
- за виконання спеціальних завдань щодо забезпечення державної безпеки України;
- за заслуги в охороні державного кордона України;
- за 25 років бездоганної військової служби.

Медаллю «За військову службу Україні» можуть бути нагороджені іноземні громадяни та особи без громадянства.
Нагородження медаллю «За військову службу Україні» може бути проведено посмертно.
Вручення медалі «За військову службу Україні» проводиться Президентом України або за його уповноваженням керівником відповідного міністерства.
Позбавлення медалі «За військову службу Україні» може бути проведено Президентом України.
Дублікати медалі «За військову службу Україні» та посвідчення до неї видаються відповідно до рішення Комісії державних нагород та геральдики при Президентові України за кошти нагородженого або безоплатно.

## Опис відзнакиПрезидента України— медалі «За військову службу Україні»

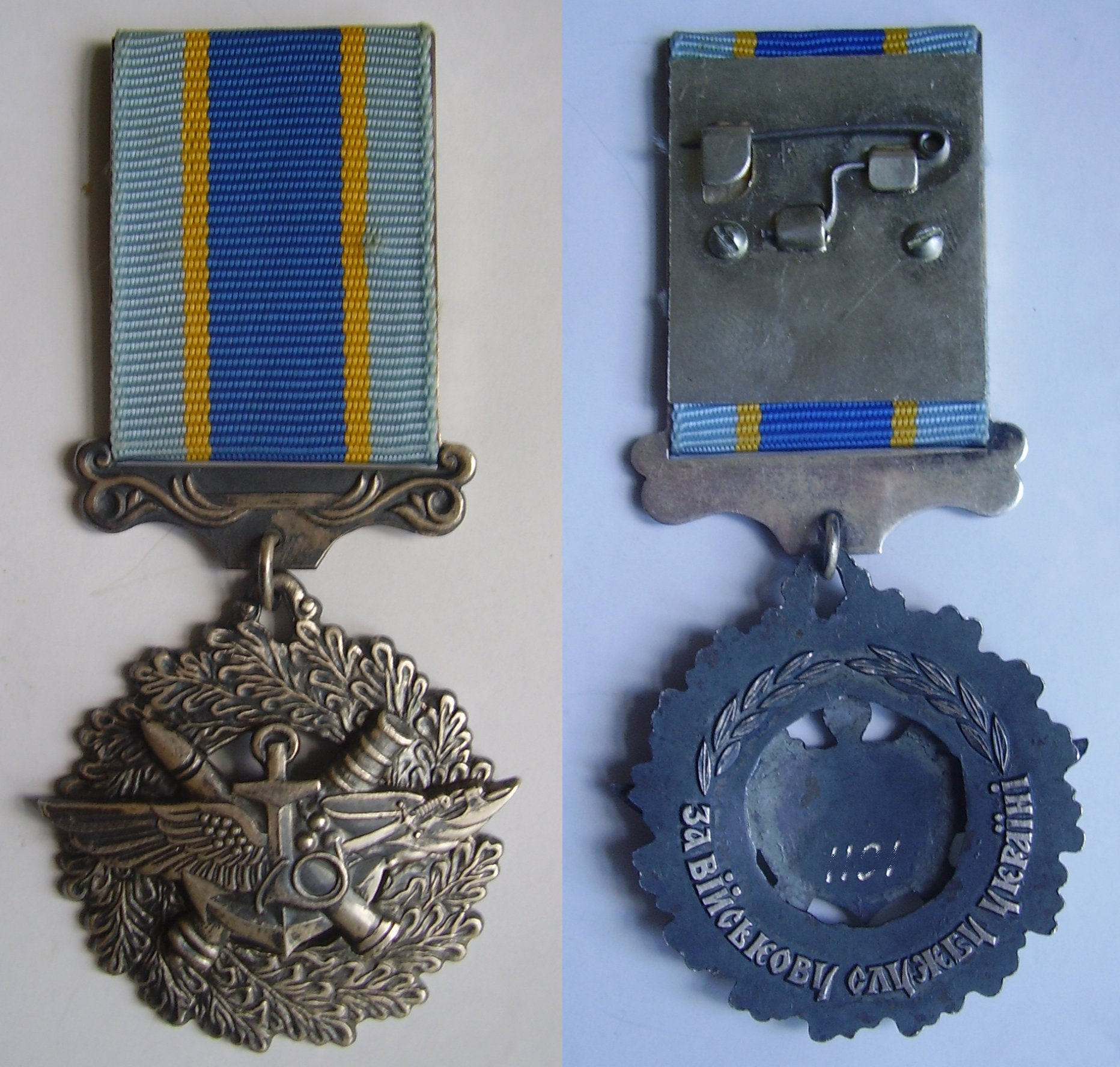
Зовнішній вигляд. Лицьовий і зворотний бік.

Відзнака Президента України — медаль «За військову службу Україні» виготовляється зі срібла і має форму вінка з дубового листя. На вінок накладено композицію з зображенням військової зброї та символіки (ракета, гармата, шабля, бойова сурма, прапори та ін.). Усі зображення рельєфні. Діаметр вінка — 40 мм.
Зворотний бік медалі плоский, з рельєфним номером.
Вінок за допомогою кільця з вушком сполучається з прямокутною колодкою, обтягнутою стрічкою. Нижня частина колодки фігурна. Розмір колодки: довжина — 45 мм, ширина — 28 мм. На зворотному боці колодки — застібка для прикріплення медалі до одягу.
Стрічка медалі «За військову службу Україні» шовкова муарова, блакитного кольору з синьою смужкою посередині і двома жовтими з боків. Ширина стрічки — 28 мм. Ширина смужок: синьої — 12 мм, жовтих — по 2 мм.
Планка медалі являє собою прямокутну металеву пластинку, обтягнуту стрічкою. Розмір планки: довжина — 12 мм, ширина — 24 мм.

## Послідовність розміщення знаків державних нагород України
- Медаль «За військову службу Україні» — на лівому боці грудей після знаку ордена «За доблесну шахтарську працю» І, ІІ, ІІІ ступенів.